# Quiñonería
Quiñonería è un comune spagnolo di 15 abitanti situato nella comunità autonoma di Castiglia e León.